# Utricularia myriocista
Utricularia myriocista — вид рослин із родини пухирникових (Lentibulariaceae).

## Біоморфологічна характеристика
Багаторічна зависла водна рослина.

## Середовище проживання
Цей вид має широке поширення в Бразилії. Він також зустрічається в Колумбії, Венесуелі, Гаяні та Французькій Гвіані. Є додаткові записи для Коста-Рики та Аргентини.
Росте у глибоких або мілководних водоймах і повільних річках.

## Використання
Вид культивується невеликою кількістю ентузіастів роду. Торгівля незначна.